# Комиссия по языку маори
Комиссия по языку маори (англ. Māori Language Commission, маори Te Taura Whiri i te Reo Māori) — регулятор языка маори, является автономным учреждением Короны в Новой Зеландии, созданным в соответствии с Законом о языке маори 1987 года.
Функции комиссии:
- а) инициировать, разрабатывать, координировать, анализировать, давать рекомендации и оказывать содействие в осуществлении политики, процедур, мер и практик, направленных на осуществление декларации в разделе 3 Закона о языка маори как официального языка Новой Зеландии;
- b) способствовать развитию языка маори и, в частности, его использования в качестве живого языка и обычного средства коммуникации;
- c) функции, возложенные на Комиссию согласно разделам 15-20 настоящего Закона в отношении квалификационных сертификатов на языке маори;
- d) рассмотрение и подготовка экспертных заключений для министра по любому вопросу, касающемуся языка маори;
- e) другие функции, которые могут быть возложены на Комиссию.